# Каркаралинские каменные изваяния
Каркаралинские каменные изваяния найдены в окрестностях Акбастау[уточнить] на востоке Каркаралы и вблизи Кызыларая на юге. Встречаются два вида каменных изваяний: времён Тюркского каганата и Кыпчакского ханства. Каменные изваяния тюркского периода в основном изображают батыров и вождей-предводителей, биев и абызов, жыршы и пастухов. Рядом со скульптурами расположены вереницы балбалов (до 200). На скульптурах высечено подвешенное к поясу оружие (сабля, кинжал и др.). Скульптуры ханов и биев изображены с жезлами в руках. Возле каменных изваяний кыпчакского периода нет вереницы балбалов, скульптуры мужчин не украшены оружием. Они встречаются также в виде кызтас, келиншектас, кемпиртас, Каркаралинские каменные изваяния имеют более чёткие изображения лица, отдельные частей тела, прикреплённого к поясу оружия, отдельных предметов в руках по сравнению с Ерейментаускими и Жылысанскими каменными изваяниями. Исторические памятники в окрестностях Каркаралы считаются одними из лучших образцов древнего скульптурного искусства, отражающих духовный и культурный мир тюркских, и кыпчакских племён (6—13 вв.).